# Solheim Cup 2015
Navigation
2013 2017
La Solheim Cup 2015, quatorzième édition de la Solheim Cup, a lieu du 18 au 20 septembre 2015 à St. Leon-Rot, en Allemagne. Elle est remportée par les États-Unis sur le score de 14 ½ à 13 ½.

## Les équipes
| États-Unis                                          | États-Unis                          | Europe           | Europe                              |
| --------------------------------------------------- | ----------------------------------- | ---------------- | ----------------------------------- |
|                                                     |                                     |                  |                                     |
| Capitaines                                          |                                     |                  |                                     |
| Juli Inkster                                        | Juli Inkster                        | Carin Koch       | Carin Koch                          |
| Juli Inkster, debout, la main gauche sur la hanche. |                                     |                  |                                     |
| Assistantes                                         |                                     |                  |                                     |
| Pat Hurst                                           | Pat Hurst                           | Sophie Gustafson | Sophie Gustafson                    |
| Wendy Ward (en)                                     | Wendy Ward (en)                     | Maria McBride    | Maria McBride                       |
| Nancy Lopez                                         | Nancy Lopez                         | Annika Sörenstam | Annika Sörenstam                    |
| Joueuse                                             | Note                                | Joueuse          | Note                                |
| Stacy Lewis                                         | 3e participation                    | Suzann Pettersen | 8e participation                    |
| Lexi Thompson                                       | 2e participation                    | Gwladys Nocera   | 4e participation                    |
| Cristie Kerr                                        | 8e participation                    | Charley Hull     | 2e participation                    |
| Michelle Wie                                        | 4e participation                    | Melissa Reid     | 2e participation                    |
| Brittany Lincicome                                  | 5e participation                    | Anna Nordqvist   | 4e participation                    |
| Morgan Pressel                                      | 5e participation                    | Azahara Muñoz    | 3e participation                    |
| Angela Stanford                                     | 6e participation                    | Sandra Gal (en)  | 2e participation                    |
| Gerina Piller                                       | 2e participation                    | Carlota Ciganda  | 2e participation                    |
| Allison Lee                                         | 1re participation                   | Catriona Matthew | Choix du capitaine 8e participation |
| Lizette Salas (en)                                  | 2e participation                    | Karine Icher     | Choix du capitaine 3e participation |
| Brittany Lang                                       | Choix du capitaine 4e participation | Caroline Masson  | Choix du capitaine 2e participation |
| Paula Creamer                                       | Choix du capitaine 5e participation | Caroline Hedwall | Choix du capitaine 3e participation |

## Compétition

### Première journée
| Drapeau des États-Unis | Résultats  |                     |
| ---------------------- | ---------- | ------------------- |
| Pressel/Creamer        | 3 & 2      | Nordqvist/Pettersen |
| Wie/Lincicome          | 2 & 1      | Hull/Reid           |
| Kerr/Thompson          | 2 & 1      | Icher/Muñoz         |
| Lewis/Salas            | 3 & 2      | Gal/Matthew         |
| 2                      | Session    | 2                   |
| 2                      | Au général | 2                   |

| Drapeau des États-Unis | Résultats  |                   |
| ---------------------- | ---------- | ----------------- |
| Pressel/Creamer        | 4 & 3      | Nordqvist/Hedwall |
| Lee/Stanford           | 3 & 2      | Hull/Nocera       |
| Kerr/Thompson          | Égalité    | Reid/Ciganda      |
| Piller/Lang            | Égalité    | Masson/Gal        |
| 1                      | Session    | 3                 |
| 3                      | Au général | 5                 |

### Deuxième journée
| Drapeau des États-Unis | Résultats  |                   |
| ---------------------- | ---------- | ----------------- |
| Lee/Wie                | 4 & 3      | Reid/Ciganda      |
| Creamer/Pressel        | 1 up       | Hull/Pettersen    |
| Stanford/Lincicome     | 1 up       | Gal/Matthew       |
| Lewis/Piller           | 5 & 4      | Nordqvist/Hedwall |
| 1                      | Session    | 3                 |
| 4                      | Au général | 8                 |

| Drapeau des États-Unis | Résultats  |                |
| ---------------------- | ---------- | -------------- |
| Thompson/Kerr          | 3 & 2      | Muñoz/Ciganda  |
| Salas/Lang             | 2 & 1      | Icher/Matthew  |
| Lee/Lincicome          | 2 up       | Pettersen/Hull |
| Lewis/Piller           | 1 up       | Masson/Hedwall |
| 2                      | Session    | 2              |
| 6                      | Au général | 10             |

### Troisième journée
| Drapeau des États-Unis | Résultats  |                  |
| ---------------------- | ---------- | ---------------- |
| Lexi Thompson          | Égalité    | Carlota Ciganda  |
| Morgan Pressel         | 2 up       | Catriona Matthew |
| Brittany Lincicome     | 3 & 2      | Karine Icher     |
| Brittany Lang          | 2 & 1      | Melissa Reid     |
| Alison Lee             | 3 & 1      | Gwladys Nocera   |
| Gerina Piller          | 1 up       | Caroline Masson  |
| Stacy Lewis            | 2 & 1      | Anna Nordqvist   |
| Lizette Salas          | 3 & 1      | Azahara Muñoz    |
| Angela Stanford        | 2 & 1      | Suzann Pettersen |
| Cristie Kerr           | 3 & 2      | Charley Hull     |
| Michelle Wie           | 6 & 4      | Caroline Hedwall |
| Paula Creamer          | 4 & 3      | Sandra Gal       |
| 8½                     | Session    | 3½               |
| 14½                    | Au général | 13½              |